# Фахад Абдулрахман
Фахад Абдулрахман Абдулла (араб. فهد عبدالرحمن عبدالله, нар. 10 жовтня 1962) — еміратський футболіст, що грав на позиції півзахисника  за клуб «Аль-Васл», а також національну збірну ОАЕ.

## Клубна кар'єра
На клубному рівні грав за клубу «Аль-Васл».

## Виступи за збірну
Був гравцем національної збірної ОАЕ, у складі збірної був учасником чемпіонату світу 1990 року в Італії.